# Christian Gerlach
Pour les articles homonymes, voir Gerlach.
Christian Gerlach, né en 1963, est un historien allemand et un professeur d'histoire contemporaine à l'université de Berne.

## Biographie
Christian Gerlach étudie l'histoire, la langue et la littérature allemande, la sociologie et les sciences de l'éducation à l'université technique de Berlin. Il soutient en 1998 sa thèse de doctorat auprès de Wolfgang Scheffler à l'université technique de Berlin ; elle s'intitule Die deutsche Wirtschafts- und Vernichtungspolitik in Weißrussland 1941–44 (Politique économique et politique d'extermination allemandes en Biélorussie 1941-44). Gerlach présente dans sa thèse, publiée sous le titre Kalkulierte Morde (Meurtres calculés) l'hypothèse du Hungerplan, depuis controversée. Selon Gerlach, la décision de Hitler relative à la « solution finale de la question juive » remonte à une décision de principe précoce qui date, selon plusieurs éléments provenant du journal de Joseph Goebbels et de l'agenda d'Heinrich Himmler, du 12 décembre 1941.
De 1998 à 1999, Gerlach est collaborateur scientifique au Hamburger Institut für Sozialforschung, puis à l'université Albert Ludwig de Fribourg. En 2001 et 2002, il mène des recherches à l'université du Maryland. En tant que professeur assistant, il travaille de 2002 à 2004 à la National University of Singapore et, de 2004 à 2007 à l'université de Pittsburgh. Depuis août 2008 Gerlach est professeur d'histoire contemporaine à l'Institut Historique de l'université de Berne. Ses travaux portent sur l'étude comparée des phénomènes de violence de masse.

## Publications
Monographies
- Krieg, Ernährung, Völkermord. Forschungen zur deutschen Vernichtungspolitik im Zweiten Weltkrieg. Hamburger Edition, Hamburg 1998,  (ISBN 3-930908-39-5).
- Kalkulierte Morde. Die deutsche Wirtschafts- und Vernichtungspolitik in Weißrussland 1941 bis 1944. Hamburger Edition, Hamburg 1999,  (ISBN 3-930908-54-9).
- mit Götz Aly: Das letzte Kapitel. Realpolitik, Ideologie und der Mord an den ungarischen Juden. DVA, Stuttgart 2002,  (ISBN 3-421-05505-X).
- Extremely Violent Societies: Mass Violence in the Twentieth-Century World. Cambridge University Press, Cambridge 2010,  (ISBN 978-0-521-70681-0).
  - Extrem gewalttätige Gesellschaften. Massengewalt im 20. Jahrhundert. DVA, München 2011,  (ISBN 978-3-421-04321-4).

Comme éditeur
- avec Peter Witte, Michael Wildt, Martina Voigt, Dieter Pohl, Peter Klein (Bundesarchiv), Christoph Dieckmann und Andrej Angrick: Der Dienstkalender Heinrich Himmlers 1941/42. Christians, Hamburg 1999,  (ISBN 3-7672-1329-X).
- Durchschnittstäter. Handeln und Motivation. Assoziation - Schwarze Risse - Rote Straße, Berlin 2001,  (ISBN 3-922611-84-2) (= Beiträge zur Geschichte des Nationalsozialismus, 16)